# Watertoren (Grimbergen)
De watertoren aan de Veldkantstraat in de Belgische plaats Grimbergen werd rond 1928 gebouwd.

## Geschiedenis
De watertoren is het enig overgebleven restant van het voormalige Heilig Hartgasthuis, dat zich bevond op de hoek van de Vilvoordsesteenweg en de Veldkantstraat. Het Heilig Hartgasthuis werd in 1891 opgericht door de gezusters baronessen d'Overschie voor de bejaarden van Grimbergen. Zij kochten hiervoor het pachthof Van Laethem (ook bekend als De Mets of Costermansstede) aan en vervolgens in 1901 het ernaast gelegen Koverishof. De bestaande gebouwen werden meerdere malen verbouwd en in 1995 volledig gesloopt om plaats te maken voor de huidige gebouwen.
De watertoren was vermoedelijk onderdeel van een uitbreiding uit 1928. In 1921 werd de nv 'Institut du Sacré Coeur' opgericht om het gasthuis te voorzien van een hospitalisatie- en medisch-chirurgische dienst, een rusthuis en een sanatorium. Onder leiding van architect L. Pepermans en de Grimbergse aannemer V. Adams werden twee bijgebouwen gebouwd met centrale verwarming. Deze uitbreiding werd ingetekend op het kadaster in 1928. De toren raakte nog voor de Tweede Wereldoorlog buiten gebruik.

## Beschrijving
De toren is sterk overgroeid met klimop. Hierdoor zijn er geen deuren of vensters in de schacht te zien. Wel zichtbaar aanwezig is een ijzeren buitentrap. De cilindrische bakstenen schacht ondersteunt een sterk overkragende achthoekige betonnen kuip. Een horizontale betonnen schijf vormt de basis voor de kuip. Vlak onder de kuip bevindt zich een horizontale, achthoekige betonnen loopplaat met ijzeren leuning.
 Alsemberg (Grootbosstraat) ·
Alsemberg (Sanatoriumstraat) ·
Asse (Boekfos) ·
Asse (Lindenpark) ·
Baal ·
Bekkevoort ·
Bertem ·
Bierbeek (Krijkelberg) ·
Bierbeek (Neervelpsestraat) ·
Brussegem ·
Buizingen (Albert Denystraat) ·
Buizingen (Porseleinstraat) ·
Buizingen (Sanatoriumlaan) ·
Buizingen (Watertorenstraat) ·
Diest ·
Dilbeek ·
Droeshout ·
Drogenbos ·
Duisburg (1950) ·
Duisburg (1978) ·
Everberg ·
Grimbergen ·
Hekelgem ·
Hoegaarden ·
Hoeilaart ·
Huizingen ·
Jezus-Eik ·
Koningslo ·
Landen ·
Lembeek (1932) ·
Lembeek (1979) ·
Lembeek (Kazernestraat) ·
Leuven (Geidenaaksebaan) ·
Leuven (Karel van Lotharingenstraat) ·
Linden ·
Lot ·
Lubbeek ·
Machelen (Emmanuellaan) ·
Machelen (Watertorenlaan) ·
Maleizen (Hoeilaartsesteenweg) ·
Maleizen (Terhulpensesteenweg) ·
Meensel-Kiezegem (1965) ·
Meensel-Kiezegem (2010) ·
Meerbeek ·
Moorsel ·
Oetingen ·
Overijse (Korenarenstraat) ·
Overijse (Witherendreef) ·
Ransberg ·
Ruisbroek ·
Schepdaal ·
Sint-Agatha-Berchem ·
Sint-Pieters-Kapelle ·
Sint-Pieters-Leeuw (Bergensesteenweg) ·
Sint-Pieters-Leeuw (Brusselbaan) ·
Steenokkerzeel (Kortenbergststeenweg) ·
Steenokkerzeel (Mechelsesteenweg) ·
Tienen (1966) ·
Tienen (1999) ·
Tienen (Ijzerenwegstraat) ·
Tienen (Sint-Truidensesteenweg) ·
Vilvoorde (Lange Molenstraat) ·
Vilvoorde (Streekbaan) ·
Vossem ·
Zaventem